# Колкетт, Чарли
Чарли Колкетт (англ. Charlie Colkett; 4 сентября 1996, Ньюэм, Англия) — английский футболист, полузащитник клуба «Кру Александра».

## Клубная карьера
Колкетт — воспитанник «Чарльтон Атлетик». В 2007 году стал игроком академии «Челси». Два раза подряд, в 2015 и 2016 году, выиграл вместе с молодёжной командой Юношескую лигу УЕФА и Молодёжный кубок Англии. 9 апреля 2016 года Колкетт, вместе с другими резервистами — Ола Айна и Кейси Палмером, включён в заявку на матч против «Суонси Сити». Однако, остался на скамейке запасных. «Челси» проиграл с минимальным счётом. Через две недели Чарли подписал новый трехлетний контракт.
31 августа 2016 года новым клубом полузащитника, как и для его одноклубника Джейка Кларк-Солтера, на предстоящий сезон стал «Бристоль Роверс». 10 сентября дебютировал за клуб в матче с «Рочдейлом», заменив за 10 минут до окончания встречи Хирама Ботнга. Игра завершилась результативной ничьей — 2:2. Первый гол за команду забил во встрече с «Брэдфорд Сити». Встреча завершилась ничьей со счётом 1:1. 1 октября, во встрече с «Нортгемптон Таун», Чарли забил победный гол в добавленное к матчу всремя, чем помог команде одержать победу — 3:2. 5 января 2017 аренда игрока завершилась и он вернулся в «Челси».
11 января 2017 года Колкетт на правах аренды до конца сезона перешёл в «Суиндон Таун». Три дня спустя, в матче против «Болтон Уондерерс», дебютировал за клуб. На 89 минуте отдал голевую передачу на Ясера Касима, после чего тот забил победный гол. 14 марта 2017 года, во встрече с «Шеффилд Юнайтед», забил первый гол за команду. Мяч, отправленный в ворота соперника, не помог «Суиндону» уйти от поражения со счётом 2:4.
6 июля 2017 года игрока на год арендовал нидерландский «Витесс». 5 августа дебютировал за клуб в матче Суперкубка Нидерландов, заменив на 77 минуте Томаса Бранса. Основное и дополнительное время закончились со счётом 1:1: в серии пенальти Колкетт реализовал свой удар, но его команда проиграла 2:4 из-за промахов Тима Мотавжа и Милота Рашицы. 31 января 2018 вернулся в «Челси».
25 января 2019 года Колкетт перешёл в шведский «Эстерсунд», контракт заключен сроком на 3,5 года. Свой первый гол за новую команду он забил 7 апреля в чемпионате, поразив ворота «Фалькенберга», и принеся команде важную победу со счётом 3:2.
18 января 2022 года Чарли стал игроком «Челтнем Таун», контракт рассчитан до конца сезона 2021/22 6 мая он покинул клуб после того, как стало известно о том, что соглашение не будет продлено. Результативными действиями за этот клуб игрок так и не отметился.
В июне 2022 года на правах свободного агента присоединился к «Кру Александра», срок действия контракта составляет два года. Он дебютировал 6 августа, выйдя на замену во втором туре сезона, одержав разгромную победу со счетом 3:0 над «Харрогит Таун». Первую игру в стартовом составе провёл спустя три дня, в Кубке Лиги против «Гримсби Таун». Дебют оказался неудачным по двум причинам: во-первых, команда проиграла со счётом 0:4, а во-вторых, он получил серьезную травму подколенного сухожилия, из-за которой выбыл примерно на три месяца. Возвращение на поле состоялось в ноябре 2022 года, а уже 1 января 2023 года он забил первый гол за команду, огорчив вратаря команды «Транмир Роверс».

## Карьера в сборной
С 2011 года выступал за сборные Англии различных возрастов. 25 ноября 2011 в матче против Шотландии дебютировал за сборную до 16 лет. Играл в отборочных раундах к юношеским чемпионатам Европы 2013 и 2015 годов. В первом турнире, 28 марта 2013 года, забил гол Словении. Во втором, 12 октября 2014 года — Люксембургу.

## Клубная статистика
| Выступление       | Выступление      | Выступление      | Лига | Лига | Кубки | Кубки | Еврокубки | Еврокубки | Итого | Итого |
| Клуб              | Лига             | Сезон            | Игры | Голы | Игры  | Голы  | Игры      | Голы      | Игры  | Голы  |
| ----------------- | ---------------- | ---------------- | ---- | ---- | ----- | ----- | --------- | --------- | ----- | ----- |
| → Бристоль Роверс | Лига 1           | 2016/17          | 15   | 3    | 2     | 0     | —         | —         | 17    | 3     |
| → Бристоль Роверс | Итого            | Итого            | 15   | 3    | 2     | 0     | —         | —         | 17    | 3     |
| → Суиндон Таун    | Лига 1           | 2016/17          | 19   | 1    | —     | —     | —         | —         | 19    | 1     |
| → Суиндон Таун    | Итого            | Итого            | 19   | 1    | —     | —     | —         | —         | 19    | 1     |
| → Витесс          | Эридивизи        | 2017/18          | 6    | 0    | 2     | 0     | 3         | 0         | 11    | 0     |
| → Витесс          | Итого            | Итого            | 6    | 0    | 2     | 0     | 3         | 0         | 11    | 0     |
| → Шрусбери Таун   | Лига 1           | 2018/19          | 1    | 0    | 5     | 0     | —         | —         | 6     | 0     |
| → Шрусбери Таун   | Итого            | Итого            | 1    | 0    | 5     | 0     | —         | —         | 6     | 0     |
| Эстерсунд         | Алльсвенскан     | 2019             | 25   | 1    | —     | —     | —         | —         | 25    | 1     |
| Эстерсунд         | Алльсвенскан     | 2020             | 24   | 0    | 3     | 1     | —         | —         | 27    | 1     |
| Эстерсунд         | Алльсвенскан     | 2021             | 15   | 0    | 1     | 0     | —         | —         | 16    | 0     |
| Эстерсунд         | Итого            | Итого            | 64   | 1    | 4     | 1     | —         | —         | 68    | 2     |
| Челтнем Таун      | Лига 1           | 2021/22          | 9    | 0    | —     | —     | —         | —         | 9     | 0     |
| Челтнем Таун      | Итого            | Итого            | 9    | 0    | —     | —     | —         | —         | 9     | 0     |
| Кру Александра    | Лига 2           | 2022/23          | 7    | 1    | 3     | 0     | —         | —         | 10    | 1     |
| Кру Александра    | Итого            | Итого            | 7    | 1    | 3     | 0     | —         | —         | 10    | 1     |
| Всего за карьеру  | Всего за карьеру | Всего за карьеру | 121  | 6    | 16    | 1     | 3         | 0         | 140   | 7     |

1. ↑  Включая Суперкубок страны и Трофей Английской футбольной лиги
2. ↑  Лига Европы УЕФА

Комментарии

## Достижения
«Челси»
- Обладатель молодёжного кубка Англии (2): 2013/14, 2014/15
- Победитель юношеской лиги УЕФА (2): 2014/15, 2015/16
- Финалист NextGen Series: 2012/13